# The Escapist (album)
The Escapist – album studyjny Gaby Kulki wydany w 2014 roku przez Mystic Production, zawierający utwory po angielsku i dwie piosenki po polsku. Wszystkie utwory poza „Keep Your Eyes Peeled” (Queens of the Stone Age/Josh Homme) napisała sama artystka. W tworzeniu płyty Kulka czerpała inspiracje m.in. z twórczości Eltona Johna i Led Zeppelin. Album zadebiutował na 9. miejscu zestawienia OLiS.

## Lista utworów
Opracowano na podstawie materiału źródłowego.
| Nr  | Tytuł utworu            | Długość |
| --- | ----------------------- | ------- |
| 1.  | „The Escapist”          | 03:53   |
| 2.  | „Bad Wolf”              | 04:56   |
| 3.  | „Phantom Limb”          | 03:21   |
| 4.  | „Z marcepana”           | 05:03   |
| 5.  | „Mastodon Heart”        | 04:02   |
| 6.  | „Wielkie wrażenie”      | 03:55   |
| 7.  | „Character Actors”      | 03:30   |
| 8.  | „X”                     | 03:12   |
| 9.  | „Christmas Party Song”  | 04:30   |
| 10. | „Keep Your Eyes Peeled” | 05:33   |
|     |                         | 41:55   |

## Twórcy
Opracowano na podstawie materiału źródłowego.
- Gaba Kulka – śpiew, fortepian, ukulele, mandolina, instrumenty klawiszowe, perkusja
- Robert Rasz – bębny, perkusja
- Wojtek Traczyk – gitara basowa, kontrabas, chórki
- Wacław Zimpel – klarnety
- nagrywanie – Maciej Staniecki, Krzysztof Tonn, Marcin Bors
- miks – Marcin Bors
- produkcja – Marcin Bors,  Gaba Kulka
- projekt graficzny albumu – Gaba Kulka & zespół wespół
- opracowanie graficzne albumu – Mikołaj Chylak